# HIP 57274 d
HIP 57274 d là một ngoại hành tinh quay quanh ngôi sao dãy chính loại K HIP 57274 cách Trái Đất khoảng 84,5 năm ánh sáng (26 parsec, hay gần 8,022×1016 km) trong chòm sao Kình Ngư. Nó quay quanh phần bên ngoài của vùng có thể sinh sống được của ngôi sao, ở khoảng cách 1,01 AU. Hành tinh ngoài được tìm thấy bằng cách sử dụng phương pháp vận tốc xuyên tâm, từ các phép đo vận tốc xuyên tâm thông qua quan sát sự dịch chuyển Doppler trong quang phổ của ngôi sao mẹ của hành tinh.